# Genlisea stapfii
Genlisea stapfii este o specie de plante carnivore din genul Genlisea, familia Lentibulariaceae, ordinul Lamiales, descrisă de A. Chevalier. Conform Catalogue of Life specia Genlisea stapfii nu are subspecii cunoscute.